# Потеряйки
Потеря́йки — село в Україні, у Решетилівській міській громаді Полтавського району Полтавської області. Населення становить 173 осіб. До 2020 орган місцевого самоврядування — Новомихайлівська сільська рада.

## Географія
Село Потеряйки знаходиться на лівому березі річки Говтва, вище за течією на відстані 1 км розташоване село Нова Михайлівка, нижче за течією на відстані 2 км розташоване село Кривки, на протилежному березі — село Шарлаї.

## Історія
12 червня 2020 року, відповідно до розпорядження Кабінету Міністрів України № 721-р «Про визначення адміністративних центрів та затвердження територій територіальних громад Полтавської області», село увійшло до складу Решетилівської міської громади.
19 липня 2020 року, в результаті адміністративно — територіальної реформи та ліквідації Решетилівського району, село увійшло до складу новоутвореного Полтавського району Полтавської області.
22 червня 2023 року рішенням Національної комісії зі стандартів державної мови віднесено до списку населених пунктів, які «можуть не відповідати лексичним нормам української мови», зокрема стосуватися «російської імперської чи колоніальної політики». Громаді рекомендовано запропонувати нову назву в установленому законодавством порядку.